# 梅奇尼科夫峰
71°37′S 11°28′E / 71.617°S 11.467°E
梅奇尼科夫峰（英語：Mechnikov Peak）是南極洲的山峰，位於東部南極洲的毛德皇后地，屬於洪堡山脈的一部分，海拔高度2,365米，該山峰由德國的探險隊發現。